# 乙碲醇
乙碲醇（分子式：CH3CH2TeH），是一種碲醇類的有機化合物，常见碲醇之一，结构上由乙醇中的氧原子被碲替代得到。常溫下為黃色澄清油狀液体，不溶于水，具有高度刺激性腐臭气味。
乙碲醇，和乙硒醇有類似性質，兩者中乙碲醇較穩定，但有劇毒，兩者皆具高度揮發性，且誤食對身體有害。

## 製備
可用二甲基二碲醚製備。